# Ophrys vogatsica
Ophrys vogatsica är en orkidéart som beskrevs av Barbara Willing och Eckhard Willing. Ophrys vogatsica ingår i ofryssläktet, och familjen orkidéer.
Artens utbredningsområde är Grekland. Inga underarter finns listade i Catalogue of Life.